# Bela Crkva
Bela Crkva je grad i središte istoimene općine u Republici Srbiji. Nalazi se u Vojvodini i spada u Južnobanatski okrug. Po podacima iz 2004. godine općina zauzima površinu od 353 km² (od čega na poljoprivrednu površinu otpada 27.652 ha, a na šumsku 2.730 ha). Općina Bela Crkva se sastoji od 14 naselja. U općini je 2002. živjelo 20.367 stanovnika, a prirodni priraštaj je iznosio -5.2 %. U općini se nalazi 13 osnovnih i 4 srednjih škola.

## Etnička struktura
- Srbi (76,85%)
- Rumunji (5,4%)
- Česi (3,99%)
- Romi (3,03%)
- Mađari (2,25%)
- Jugoslaveni (1,38%)

## Vanjski poveznice
- | Logotip Zajedničkog poslužitelja | Zajednički poslužitelj ima još gradiva o temi Bela Crkva |
- Službena stranica
- Web prezentacija